# رسوایی تیپات دم

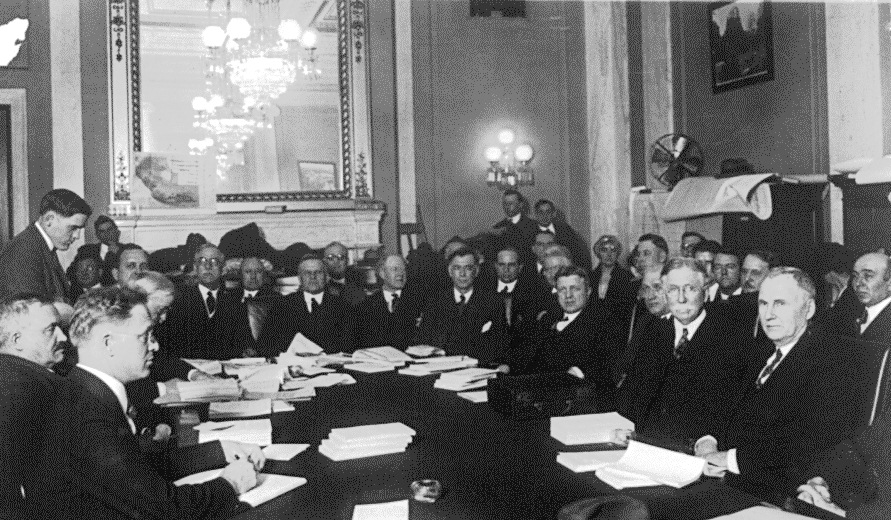
بازرگان نفت «ادوارد ال. دوهنی» در حال ادای شهادت و اعتراف در برابر اعضای کمیتهٔ تحقیق و تفحص مجلس سنا در سال ۱۹۲۴ میلادی

رسوایی تیپات دُم (انگلیسی: Teapot Dome scandal) یک رسوایی رشوه‌خواری در ایالات متحده آمریکا بود که ما بین سال‌های ۱۹۲۱ تا ۱۹۲۲ و در دورانِ ریاست جمهوری وارن جی. هاردینگ رخ داد.
در این واقعه، وزیر کشور ایالات متحده آمریکا آلبرت بی. فال، ذخایر نفت خام نیروی دریایی ایالات متحده آمریکا را در تیپات راک واقع در ایالت وایومینگ و چند مکان دیگر، بدون هرگونهٔ مزایدهٔ رقابتی، به چند شرکت خصوصی نفتی و با قیمتی کم، واگذار کرده بود.
با پیگیری‌ها و بررسی‌های سناتور توماس جی. والش، این موضوع آشکار شده و آلبرت بی. فال پذیرفت که از شرکت‌های خصوصی مذکور، رشوه گرفته‌است و بدین ترتیب نخستین وزیر کابینهٔ دولت آمریکا بود که به زندان افتاد. البته هیچ شخصی، به‌سبب پرداخت رشوه، تحت تعقیب قرار نگرفت.
رسوایی تیپات دُم پیش از رسوایی واترگیت، «بزرگترین و حساس‌ترین رسوایی تاریخ سیاسی آمریکا قلمداد می‌شد».